# Васил Върбанов (офицер)
 Тази статия е за генерала.  За радиоводещия вижте Васил Върбанов.  
Васил Василев Върбанов е български офицер, генерал-майор.

## Биография
Роден на 8 декември 1950 г. в град Тетевен. Първоначално завършва гимназия с преподаване на руски език в Плевен, а след това през 1972 г. Висшето военновъздушно училище в Долна Митрополия. На 23 октомври 2000 г. е назначен за заместник-началник на Главния щаб на Военновъздушните сили по ресурсите. На 28 април 2001 г. е удостоен с висше военно звание бригаден генерал. На 6 юни 2002 г. е освободен от длъжността заместник-началник на Главния щаб на Военновъздушните сили по ресурсите и назначен за началник на Главно управление „Материално-техническо и медицинско осигуряване“ в Генералния щаб на Българската армия. На 3 май 2004 г. е удостоен с висше военно звание генерал-майор. На 4 май 2005 г. е назначен за началник на Главно управление „Материално-техническо и медицинско осигуряване“ в Генералния щаб на Българската армия. На 16 декември 2005 г. е освободен от длъжността длъжността началник на Главно управление „Материално-техническо и медицинско осигуряване“ в Генералния щаб на Българската армия. По-късно е аташе по отбраната на Република България в САЩ. Изкарал е допълнителни курсове в Колеж за стратегически изследвания и икономика на отбраната в „Джордж Маршал Център“, Военния езиков институт в Сан Антонио и Института за управление на ресурсите в Монтерей, Калифорния. По-късно е заместник-председател на Държавна агенция за бежанците..

## Военни звания
- Лейтенант (1972)
- Бригаден генерал (28 април 2001)
- Генерал-майор (3 май 2004)